# Le Messager dahoméen
 (avril 2023).
Le Messager dahoméen est un organe de presse écrite édité en France et diffusé au Dahomey (Bénin).

## Genèse
En 1920, Louis Hunkanrin s'installe à Paris où il est affecté comme secrétaire à l'État major aux effectifs coloniaux. Rapidement, il fonde Le Messager dahoméen dont la direction politique est confiée à un avocat à la cour de Paris, Max Clainville-Bloncourt. Le contenu du journal était résolument nationaliste : Le Messager dahoméen formulait des revendications claires,, :
...Nous ne demanderons ni à l’Angleterre, ni à l'Italie, ni à la France, ni à la Belgique pourquoi êtes-vous là ? nous leur ordonnerons tout simplement de s'en aller. Ce qui est bon pour l'homme blanc, l'est aussi pour l'homme noir : la démocratie et la liberté ... 

## Correspondant
Louis Hunkanrin étant en France, le Messager dahoméen avait pour correspondant au Dahomey Paul Hazoumè, un instituteur et un des animateurs du Récadère de Béhanzin.